# Раевский, Иосиф Моисеевич
Ио́сиф Моисе́евич Рае́вский (настоящая фамилия — Гра́дус; 7 января 1901, Оренбург — 23 сентября 1972, Москва) — советский актёр, театральный режиссёр, педагог. Народный артист СССР (1968).

## Биография
Родился 25 декабря 1900 (7 января 1901) года в Оренбурге.
В годы Гражданской войны, в 1918—1919 годах — артист Дома просвещения, в 1919—1921 — артист 1-го передвижного театра Политотдела 1-й армии Восточного фронта. В 1922—1925 годах — ученик школы 2-й Студии МХТ.
С 1922 года — актёр, а с 1932 — и режиссёр МХАТа.
Ставил спектакли в театрах Белорусской ССР (Театр имени Я. Купалы, Театр имени Я. Коласа — «Кто смеётся последним» К. Крапивы (1939), «Враги» М. Горького (1952), в Канаде (Монреальский театр — «Три сестры» А. Чехова, 1966).
С 1932 года преподавал в ГИТИСе, с 1939 — профессор, С 1946 — заведующий кафедрой актёрского мастерства. В годы войны исполнял обязанности директора ГИТИСа, эвакуированного в Саратов, затем — художественный руководитель фронтового театра ГИТИСа, дошедшего до Берлина в 1945 году. За время педагогической работы подготовил национальные курсы: осетинский, кабардинский. Среди его учеников: М. Захаров, Ю. Пузырёв, А. Абдулов, Н. Мерзликин, А. Мягченков, Н. Рушковский, С. Брагарник.

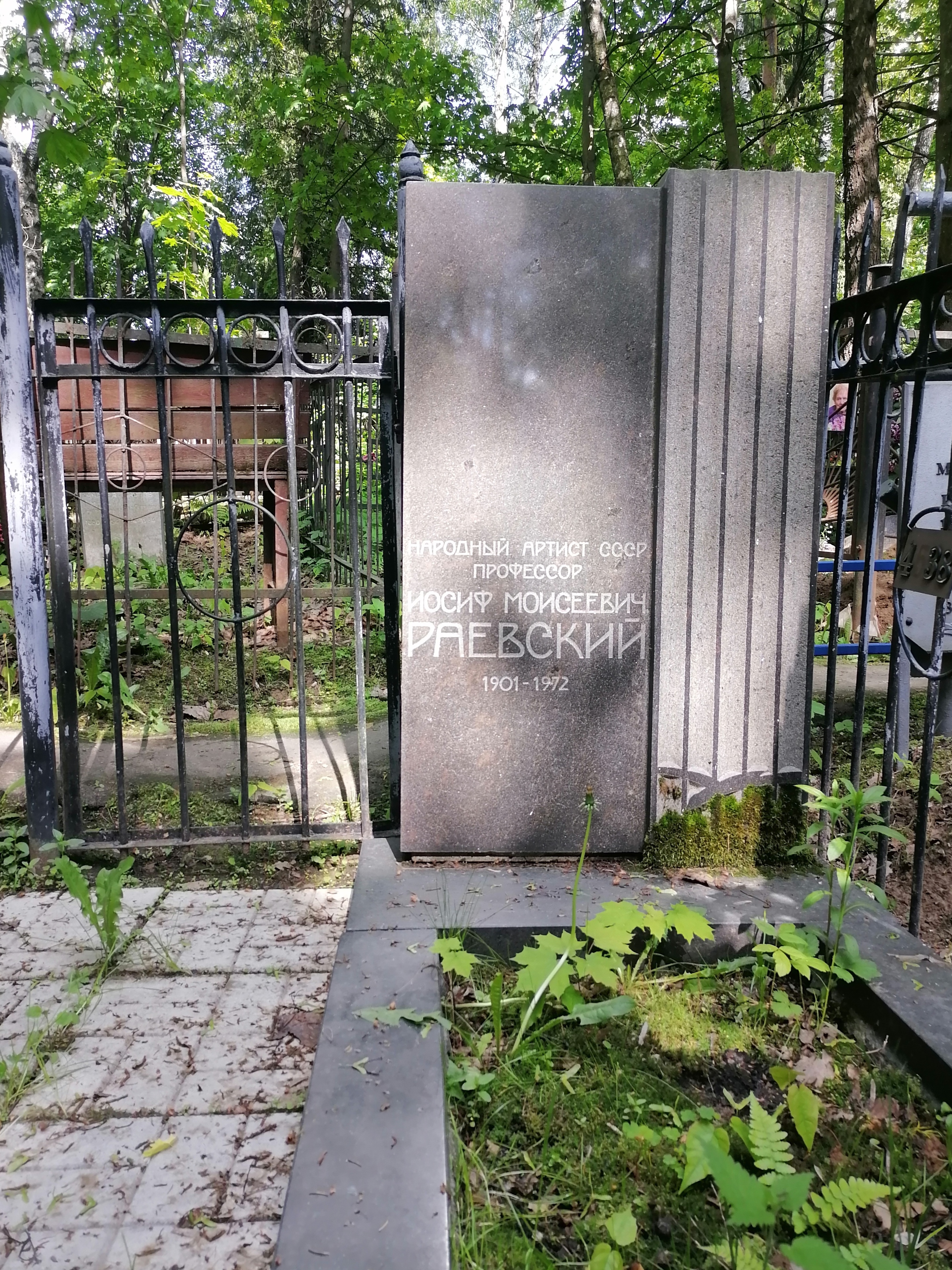
Могила И. М. Раевского на Переделкинском кладбище

Преподавал также в Школе-студии имени В. И. Немировича-Данченко при МХАТ имени М. Горького.
Скончался 23 сентября 1972 года в Москве. Похоронен на Переделкинском кладбище.

## Театральные роли
- 1924 — «Битва жизни» по Ч. Диккенсу — мистер Крогс
- 1925 — «Горе от ума» А. Грибоедова — Г. N.
- 1925 — «Елизавета Петровна» Д. Смолина — Пётр III
- 1926 — «Дни Турбиных» М. Булгакова — Лариосик
- 1927 — «Безумный день, или Женитьба Фигаро» П.-О. Бомарше — пастух Грипп-Солейль
- 1927 — «Бронепоезд 14-69» Вс. Иванова — японец
- 1928 — «Квадратура круга» В. Катаева — Абрам
- 1930 — «Три толстяка» Ю. Олеши — клоун Август
- 1933 — «Вишнёвый сад» А. Чехова — Почтовый чиновник
- 1934 — «Пиквикский клуб» по Ч. Диккенсу — мистер Перкер
- 1938 — «На дне» М. Горького — Костылёв
- 1938 — «Любовь Яровая» К. А. Тренёва — Малинин и Чир
- 1938 — «Пиквикский клуб» по Ч. Диккенсу — Винкель-старший и Иов Троттер
- 1939 — «Гроза» А. Островского — Кулигин
- 1939 — «Достигаев и другие» М. Горького — Алексей
- 1941 — «Школа злословия» Р. Шеридана — сэр Бенджамен Бэкбайт и Мозес
- 1943 — «Фронт» А. Корнейчука — Хрипун и Ясный
- 1961 — «Чайка» А. Чехова — Сорин
- 1964 — «Мёртвые души» по Н. Гоголю — Перхуновский и Макдональд Карлович
- 1968 — «Три сестры» А. Чехова — Ферапонт

## Театральные постановки
- 1938 — «Достигаев и другие» М. Горького (совместно с Л. Леонидовым)
- 1940 — «Три сестры» А. Чехова (совместно с Вл. Немировичем-Данченко и Н. Литовцевой)
- 1942 — «Фронт» А. Корнейчука (совместно с Н. Хмелёвым, Б. Ливановым и М. Яншиным)
- 1945 — «Офицер флота» А. Крона (совместно с Н. Горчаковым)
- 1947 — «Алмазы» Н. Асанова (совместно с В. Станицыным и И. Судаковым)
- 1949 — «Мещане» М. Горького (совместно с М. Кедровым и С. Блинниковым)
- 1950 — «Разлом» Б. Лавренёва (совместно с В. Станицыным)
- 1954 — «Лермонтов» Б. Лавренёва (совместно с В. Станицыным)
- 1955 — «В добрый час!» В. Розова
- 1956 — «Кремлёвские куранты» Н. Погодина (совместно с М. Кнебель и В. Марковым)
- 1960 — «Чайка» А. Чехова (совместно с В. Станицыным)
- 1961 — «Над Днепром» А. Корнейчука (совместно с М. Кедровым и С. Блинниковым)
- 1962 — «Милый лжец» Дж. Килти (версия телеспектакля снята в 1976 году А. Эфросом))
- 1963 — «Бронепоезд 14-69» Вс. Иванова (совместно с Н. Ковшовым)
- 1966 — «Дон Кихот ведёт бой» В. Коростылёва
- 1967 — «Чрезвычайный посол» братьев Тур
- 1970 — «Обратный счёт» Е. Рамзина

## Фильмография
Актёр
- 1952 — На дне (фильм-спектакль) — Михаил Иванович Костылёв, содержатель ночлежки

Режиссёр телеспектаклей
- 1952 — На дне (совместно с А. Фроловым, В. Орловым)
- 1965 — Мещане (в соавторстве)
- 1965 — Учитель словесности (совместно с Ю. Щербаковым, А. Казьминой)
- 1967 — Кремлёвские куранты (совместно с М. Кнебель)
- 1976 — Милый лжец (снят после смерти режиссёра А. Эфросом)

## Звания и награды
- заслуженный деятель искусств Северо-Осетинской АССР (1946)[2];
- заслуженный артист РСФСР (26 октября 1948)[8];
- заслуженный деятель искусств РСФСР (1954)[2];
- народный артист Белорусской ССР (1955)[2];
- народный артист СССР (1968)[1];
- два ордена Трудового Красного Знамени (20.06.1940, за выдающиеся заслуги в деле развития белорусского театрального и музыкального искусства; 26.10.1948[9]);
- орден «Знак Почёта» (26 октября 1938) — в связи с 40-летием МХАТ СССР им. М. Горького[10];
- медали СССР.